# Таджикистан на Чемпіонаті світу з водних видів спорту 2015
Таджикистан взяв участь у Чемпіонаті світу з водних видів спорту 2015, який пройшов у Казані (Росія) від 24 липня до 9 серпня.

## Плавання
Таджицькі плавці виконали кваліфікаційні нормативи в дисциплінах, які наведено в таблиці (не більш як 2 плавці на одну дисципліну за часом нормативу A, і не більш як 1 плавець на одну дисципліну за часом нормативу B):
Чоловіки
| Спортсмен         | Дисципліна          | Попередній заплив | Попередній заплив | Півфінал        | Півфінал        | Фінал           | Фінал           |
| Спортсмен         | Дисципліна          | Час               | Місце             | Час             | Місце           | Час             | Місце           |
| ----------------- | ------------------- | ----------------- | ----------------- | --------------- | --------------- | --------------- | --------------- |
| Рамзійор Хоркашев | 50 м на спині       | 33.15             | 64                | Завершив виступ | Завершив виступ | Завершив виступ | Завершив виступ |
| Рамзійор Хоркашев | 50 м брасом         | 37.20             | 72                | Завершив виступ | Завершив виступ | Завершив виступ | Завершив виступ |
| Олім Курбанов     | 50 м вільним стилем | 26.64             | 87                | Завершив виступ | Завершив виступ | Завершив виступ | Завершив виступ |
| Олім Курбанов     | 50 м батерфляєм     | 29.82             | 68                | Завершив виступ | Завершив виступ | Завершив виступ | Завершив виступ |

Жінки
| Спортсменка      | Дисципліна           | Попередній заплив | Попередній заплив | Півфінал         | Півфінал         | Фінал            | Фінал            |
| Спортсменка      | Дисципліна           | Час               | Місце             | Час              | Місце            | Час              | Місце            |
| ---------------- | -------------------- | ----------------- | ----------------- | ---------------- | ---------------- | ---------------- | ---------------- |
| Каріна Клімик    | 100 м вільним стилем | 1:09.71           | 89                | Завершила виступ | Завершила виступ | Завершила виступ | Завершила виступ |
| Каріна Клімик    | 50 м брасом          | 40.17             | 63                | Завершила виступ | Завершила виступ | Завершила виступ | Завершила виступ |
| Анастасія Тюріна | 50 м вільним стилем  | DSQ               | DSQ               | Завершив виступ  | Завершив виступ  | Завершив виступ  | Завершив виступ  |
| Анастасія Тюріна | 50 м на спині        | 38.48             | 50                | Завершила виступ | Завершила виступ | Завершила виступ | Завершила виступ |

Змішаний
| Спортсмени                                                     | Дисципліна                        | Попередній заплив | Попередній заплив | Фінал            | Фінал            |
| Спортсмени                                                     | Дисципліна                        | Час               | Місце             | Час              | Місце            |
| -------------------------------------------------------------- | --------------------------------- | ----------------- | ----------------- | ---------------- | ---------------- |
| Анастасія Тюріна Каріна Клімик Олім Курбанов Рамзійор Хоркашев | Естафета 4 × 100 м вільним стилем | DSQ               | DSQ               | Завершили виступ | Завершили виступ |